# Valkeveen
Valkeveen is een buurtschap in de gemeente Huizen, tegen de grens van Naarden, de A1 en het Gooimeer. De buurtschap ligt op de uiterste noordpunt van de Utrechtse Heuvelrug en wordt omringd door vogel- en natuurreservaten. De zwarte specht, de zwarte zwaan, de paarse schubwortel en de Europese hoornaar zijn enkele voorbeelden van relatief zeldzame planten en dieren die hier te vinden zijn.
Valkeveen staat bekend als een uitermate chique boswijk waar onder meer een aantal BN'ers woonachtig waren, zoals Herman Heinsbroek, Ferry Hoogendijk en Jan des Bouvrie.
Valkeveen herbergt een schaakclub met landelijke bekendheid: SOPSWEPS'29. Bekende leden zijn omroepbestuurders Marcel Peek en Gert Pijl.
Het attractiepark Oud Valkeveen ligt net in de gemeente Gooise Meren. Iets ten zuiden van het bosrijke gebied ligt landgoed Oud Bussem. Ook ligt er de Leeuwen- of Venusberg.
Dorp: Huizen      Buurtschappen: Bikbergen · Crailo · Huizerhoogt · Valkeveen

Wijken: Bijvanck · Bovenweg · Huizermaat · Oostermeent · Oude dorp · Stad en Lande · Vierde Kwadrant · Zenderwijk
Noord-Holland: Steden en dorpen      Nederland: Provincies · Gemeenten